# Ana Matronic
Ana Lynch, née le 14 août 1974, connue sous son nom d'artiste Ana Matronic, est une chanteuse américaine surtout connue pour être chanteuse au sein du groupe Scissor Sisters.

## Carrière
Avant son déménagement à New York, Lynch vit à San Francisco, où elle participe à l'émission de drag queen Trannyshack et arrive en finale du concours de beauté Miss Trannyshack. C'est cette expérience qui l'encourage à ouvrir la discothèque Knockoff à Manhattan : ce nom vient de la volonté du lieu d'être une version « knockoff » (une contrefaçon) de Trannyshack. Elle rejoint Scissor Sisters, un groupe fondé par Jake Shears et Babydaddy, après leur premier concert dans cette discothèque[réf. nécessaire].
Elle affirme qu'à son avis, l'objectif du groupe est de « parler des gens qui montrent leurs fantasmes, qui essaient de sortir du train-train quotidien et de réaliser leurs rêves ». Dans la Scissorhood, la communauté des fans des Scissor Sisters, les fans qui aiment tout particulièrement Ana sont connus sous le nom de « nonnes ». Des groupes d'hommes homosexuels et de femmes hétérosexuelles qui sont attirés par Ana se surnomment les « Anasexuels ».
En 2005, elle apparaît dans le single de New Order Jetstream. Le single est inclus dans l'album Waiting for the Sirens' Call. En 2009, elle joue de l'harmonica de verre au New Museum de New York dans Auroville, un hommage multimédia à une communauté expérimentale dévouée au gourou Sri Aurobindo. Ana apparaît comme choriste dans la chanson 'Safe (In the Heat of the Moment)' de Mark Ronson, sortie le 21 décembre 2010 au sein de l'album All You Need Is Now du groupe Duran Duran.
En 2012, Matronic conseille Jessie J dans The Voice UK. L'année suivante, elle commente les demi-finales du Concours Eurovision de la chanson 2013 sur la chaîne BBC Three pour le Royaume-Uni, remplaçant Sara Cox. Matronic revient sur Radio 2 Eurovision en 2014 pour la deuxième demi-finale du Concours Eurovision de la chanson 2014.
Matronic fait une apparition dans Strictly Come Dancing: It Takes Two le 15 novembre 2013, aux côtés de Jason Donovan et Jodie Prendre[réf. nécessaire].
En septembre 2015, elle publie son premier livre aux éditions Cassell Illustrated, Robot Takeover: 100 Iconic Robots of Myth, Popular Culture & Real Life, qui reste encore inédit en français.
Elle présente plusieurs mixtapes de l'ère disco sur BBC Radio 2 le samedi soir dans « Disco Revival ». Le 2 avril 2017, elle commence à présenter sa propre émission sur BBC Radio 2. De minuit à 2h du matin le dimanche, l'émission s'appelle « Ana Matronic's Disco Devotion ».

## Vie personnelle
En 2004, elle raconte au magazine britannique Glamour que ses parents ont divorcé quand elle était un bébé, après la révélation de l'homosexualité de son père, qui est mort d'une maladie liée au sida en 1989, quand elle avait 15 ans. Dans cette même interview, elle affirme que son immersion dans la culture gay est probablement une tentative de se rapprocher de lui et de mieux comprendre qui était son père[réf. nécessaire].
Elle justifie son nom d'artiste par « un amour sans limites des robots ». Elle a un grand tatouage représentant un circuit bionique sur son épaule droite. Elle a un autre tatouage représentant un nœud celtique sur la cheville, un symbole de ses racines irlandaises.
En avril 2010, elle épouse Seth Kirby après sept ans de relation,.